# Менхивар Ларин, Рафаэль
Рафаэ́ль Менхи́вар Лари́н (исп. Rafael Menjívar Larín; 3 января 1935, Санта-Ана, Сальвадор — 7 августа 2000, Сан-Хосе, Коста Рика) — сальвадорский революционер, экономист и политолог, ректор университета Сальвадора.

## Биография
Сын водителя и домохозяйки, изучал экономические науки в Сальвадорском университете с 1956 по 1962 год. В 1963 году, в возрасте 28 лет, получил степень за диссертацию по сельскохозяйственной экономике и почти сразу же был избран деканом экономического факультета. В 1969 году опубликовал книгу «Аграрная реформа в Гватемале, Боливии и Кубе». Затем провёл девять месяцев в Чили, где провёл академическое исследование о чилийском сельском хозяйстве — «Чилийская аграрная реформа».
К концу 1970-х годов был избран ректором Сальвадорского университета, однако 19 июля 1972 года сальвадорский парламент лишил университет автономии, вследствие чего национальная армия и полиция смогла вторгаться на его территорию, а Менхивар Ларин за свой протест был подвергнут заключению, а затем выслан в Никарагуа, где тоже был арестован по приказу диктатора Анастасио Сомосы. В октябре 1972 года он был освобождён и затем отправлен в изгнание в Коста-Рику.
Там он с другими интеллектуалами региона основал Центральноамериканскую школу социологии в 1974 году. В том же году он присоединился к одной из левых сил сальвадорской оппозиции, Народным силам освобождения имени Фарабундо Марти, и познакомился с их лидером Сальвадором Кайетано Карпио.
В январе 1976 года отправился с семьёй в Мексику, где ему была присуждена стипендия Латиноамериканского совета общественных наук (CLACSO) для докторантуры по политологии, которую он закончил в 1979 году. За этот период он написал многочисленные книги, в том числе «Первоначальное накопление капитала и развитие капитализма в Сальвадоре» (Acumulación originaria y desarrollo del capitalismo en El Salvador) и «Формирование и борьба сальвадорского промышленного пролетариата» (Formación y lucha del proletariado industrial salvadoreño). В начале 1978 года был назначен заместителем руководителя латиноамериканских исследований на факультете политических наук в Национальном автономном университете Мексики. Наряду с сальвадорскими интеллектуалами Рафаэлем Гидосом Бехаром и Эрнесто Рихтером он занимался более узкими темами Центральной Америки, а также вёл дискуссии по аграрной социологии и теории государства.
В 1980 году, когда Менхивар Ларин работал преподавателем на Латиноамериканском факультете социальных наук (FLACSO), в его родном Сальвадоре развернулась полномасштабная гражданская война. Он возглавил комиссию по внешним связям Революционно-демократического фронта, отвечая за дипломатическую поддержку сальвадорских революционеров из Фронта национального освобождения имени Фарабундо Марти (ФНОФМ) в Мексике и других странах Латинской Америки и Европы. Поскольку руководство РДФ в Сальвадоре было убито «эскадронами смерти», руководящие органы Фронта были перенесены в 1981 году во Францию. В то же время Менхивар Ларин выступал в качестве политического советника лидера ФНОФМ Сальвадора Кайетано Карпио, а также преподавал в Сорбонне.
После самоубийства Карпио 12 апреля 1983 года, потрясшего весь ФНОФМ и Менхивара Ларина лично, он принял решение отстраниться от политической деятельности в пользу академической работы. В мае 1983 года он был назначен академическим директором программ FLACSO, оставаясь на этой должности до 1989 года. Затем, уже работая в Коста-Рике, много сотрудничал с известными интеллектуалами в Центральной Америке, посещая Сальвадор, Гватемалу, Гондурас, Доминиканскую Республику и Кубу. За это время он опубликовал более десяти книг по экономике и социологии, а также проводил исследование экономики Коста-Рики и поддерживал там программы микроразвития.
В 1998 году он ушел из FLACSO, чтобы посвятить себя письму. В 1999 году он был назначен директором программы Международной организации труда по поддержке мелких предприятий, однако несколько месяцев спустя в августе того же года у него был диагностирован рак. Он умер через год 7 августа 2000 года и был похоронен на кладбище Монтесакро в Сан-Хосе (Коста-Рика). У него остались дети, сами ставшие известными учёными: писатель и журналист Рафаэль Менхивар Очоя, социолог и историк Маурисио Менхивар Очоя и психолог Ана Эльси Менхивар Очоя.

## Книги
- Reforma agraria en Guatemala, Bolivia y Cuba (UES, San Salvador, 1969 и 1970)
- Reforma agraria chilena (UES, San Salvador, 1970)
- Acumulación originaria y desarrollo del capitalismo en El Salvador
- Formación y lucha del proletariado industrial salvadoreño.